# Uroš Đurđević
Uroš Đurđević (ser. Урош Ђурђевић, ur. 2 marca 1994 w Belgradzie) – serbski piłkarz z obywatelstwem czarnogórskim występujący na pozycji napastnika. Od 2024 roku zawodnik meksykańskiego zespołu Atlas FC.

## Kariera klubowa
Swoją kerierę piłkarską rozpoczynał w zespołach z Belgradu. W 2012 roku zadebiutował w seniorskim zespole FK Rad. Podczas sezonu 2013/2014, podpisał kontrakt z holenderską drużyną Vitesse Arnhem. Podczas swojego pobytu w zespole rozegrał jedynie 24 spotkania na poziomie najwyższej klasy rozgrywkowej, rozgrywając większość spotkań w młodzieżowej drużynie rezerw. W sierpniu 2015 roku, podpisał kontrakt z US Palermo. Po roku spędzonym w sycylijskiej drużynie, powrócił do Serbii i związał się ze stołecznym Partizanem z którym zdobył mistrzostwo i puchar kraju. W sezonie 2016–2017 został również najlepszym strzelcem serbskiej ekstraklasy. W sierpniu 2017 został zawodnikiem Olympiakosu. W ciągu sezonu rozegrał 19 meczów ligowych, w których zdobył 4 bramki. 20 sierpnia 2018 roku Sporting Gijón poinformował o zakontraktowaniu serbskiego snajpera. Został najdroższym piłkarzem w historii klubu z Asturii, ponieważ kwota transferu wyniosła 2,5 miliona Euro.
| Sezon   | Klub           | Kraj     | Rozgrywki   | Mecze | Bramki |
| ------- | -------------- | -------- | ----------- | ----- | ------ |
| 2011/12 | FK Rad         | Serbia   | Superliga   | 7     | 0      |
| 2012/13 | FK Rad         | Serbia   | Superliga   | 23    | 9      |
| 2013/14 | FK Rad         | Serbia   | Superliga   | 11    | 2      |
| 2013/14 | Vitesse        | Holandia | Eredivisie  | 6     | 0      |
| 2014/15 | Vitesse        | Holandia | Eredivisie  | 17    | 1      |
| 2015/16 | Vitesse        | Holandia | Eredivisie  | 1     | 0      |
| 2015/16 | US Palermo     | Włochy   | Serie A     | 14    | 2      |
| 2016/17 | FK Partizan    | Serbia   | Superliga   | 29    | 24     |
| 2017/18 | FK Partizan    | Serbia   | Superliga   | 5     | 3      |
| 2017/18 | Olympiakos SFP | Grecja   | Superleague | 19    | 4      |

## Kariera reprezentacyjna
Đurđević osiągał duże sukcesy w młodzieżowych rozgrywkach międzynarodowych. W 2012 roku pojechał z reprezentacją Serbii na Mistrzostwa Europy U-19 w Piłce Nożnej 2012, a w kolejnym roku został wraz z kolegami Mistrzem Europy w tej kategorii wiekowej.
22 marca 2013 roku zadebiutował w reprezentacji U-21 w przegranym meczu z Holandią. Regularnie występował w trakcie eliminacji do Mistrzostw Europy U-21 2015, a w trakcie kolejnych eliminacji został najlepszym strzelcem swojej drużyny z dziewięcioma bramkami. Do tego dołożył bramkę w barażowym meczu o awans do finałów przeciwko Norwegii. W turnieju rozgrywanym w Polsce zdobył bramkę w meczu przeciwko Macedonii, a w ostatnim meczu na tym turnieju przeciwko Hiszpanii otrzymał czerwoną kartkę.
9 marca 2017 roku otrzymał powołanie do pierwszej reprezentacji od selekcjonera Slavoljuba Muslina, jednak nie udało mu się zadebiutować.
7 marca 2021 został powołany do reprezentacji Czarnogóry, w której zadebiutował 24 marca w wygranym 2:1 meczu z Łotwą.